# Фераменов мир
Фераменов мир — мирный договор 404 года до н. э. между Афинами и Спартой, завершивший последний этап Пелопоннесской войны. Назван по имени афинского посла Ферамена.
В 405 году до н. э. спартанский наварх Лисандр разгромил афинский флот при Эгоспотамах. Теперь в Эгейском море господствовал спартанский флот, и Лисандр осадил Афины с моря и с суши. В осаждённый город прибыли послы от спартанцев с предложениями о мире, но эта инициатива была сорвана демагогом Клеофонтом. Со временем в Афинах начался голод. Возрастало влияние «умеренного» Ферамена. Недавно он, хотя и был избран стратегом, но не прошёл докимасию, что говорит об отрицательном отношении сограждан к нему. Теперь же он был отправлен послом к Лисандру.
В античной историографии есть две трактовки событий этой миссии Ферамена. По одной из них, Ферамен умышленно затянул переговоры, чтобы афиняне, измученные голодом, были готовы на любые уступки. По другой версии, Лисандр продержал Ферамена несколько месяцев в своём лагере, а потом заявил, что не уполномочен решать такие вопросы и отправил его к эфорам. Эфоры продиктовали суровые условия мира (названного по имени Ферамена), по которым Афинская морская держава распускалась, флот уничтожался, Длинные стены срывались, Афины вступали в Пелопоннесский союз и признавали спартанскую гегемонию.